# Maatschappij voor den Werkenden Stand

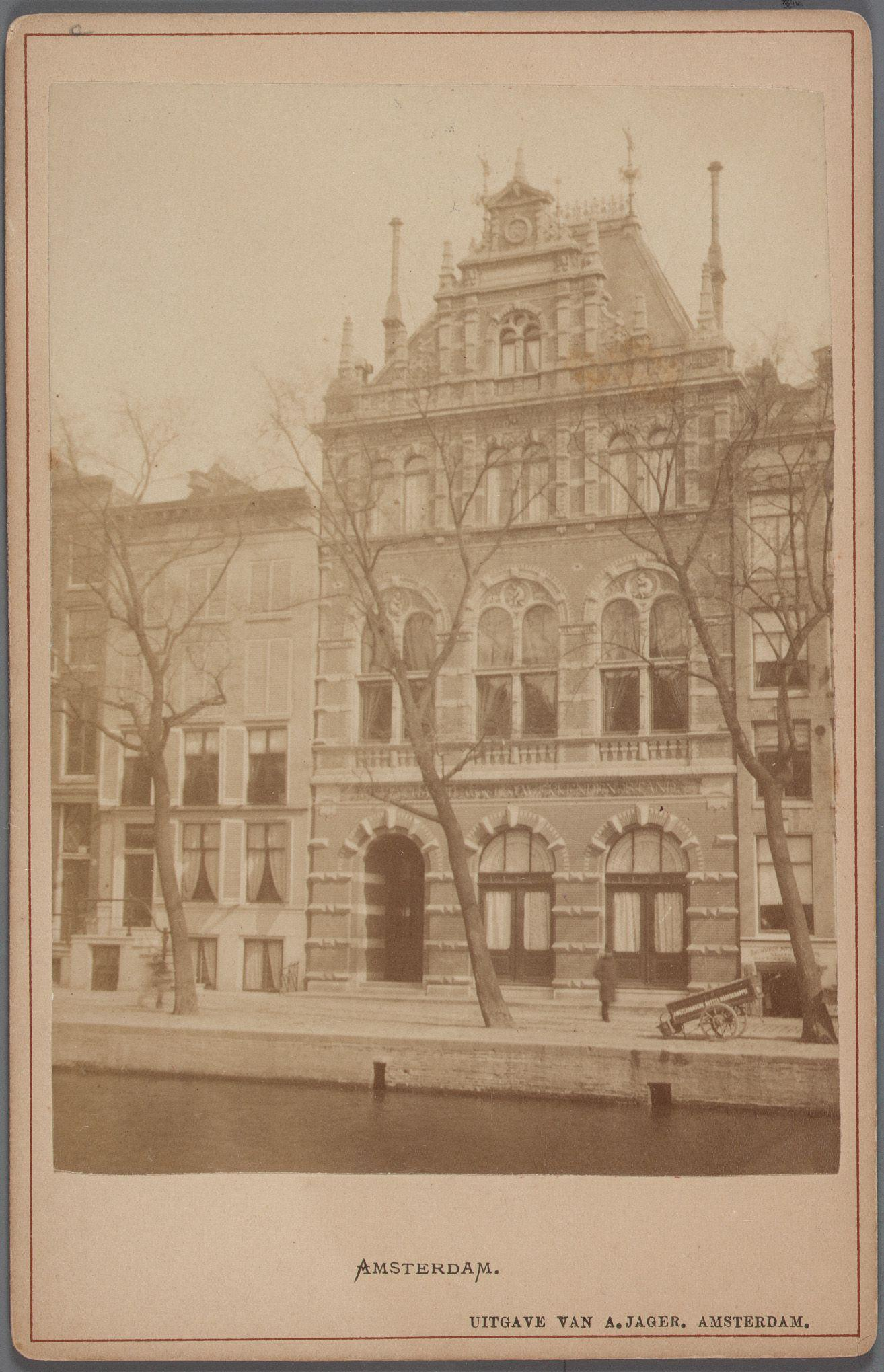
Gezicht op het gebouw van de Maatschappij voor de Werkende Stand Kloveniersburgwal 87-89, met links Kloveniersburgwal 85, rechts nummer 91 (gedeeltelijk)

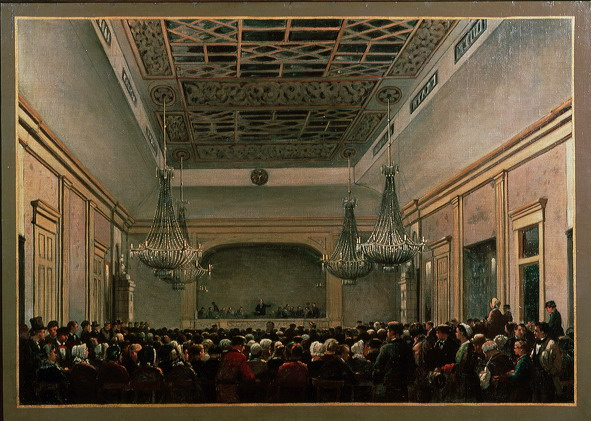
Opening van het nieuwe gebouw van de Maatschappij voor de Werkende Stand, 13 juni 1883

De Maatschappij voor den Werkenden Stand was een Nederlandse vereniging tot het bevorderen van de 'zedelijke en stoffelijke belangen' van werkbazen en knechten in verschillende vakken. Het doel was 'een betere regeling te treffen voor de stoffelijke en zedelijke belangen van werkbazen en knechts der onderscheidene vakken'. 
De maatschappij werd in 1854 opgericht door timmerman P.H. Stark, metaalgieter E. Apol en vier schilders. De naam werd in 1868 gewijzigd in 'Maatschappij voor den werkenden stand'. De vereniging bestond tot ongeveer 1980, toen het werd opgeheven wegens de gewijzigde sociale en onderwijswetgeving in de twintigste eeuw. 
In 1855 werd een afdeling voor straatreiniging opgericht, de naam zou in 1903 worden veranderd in 'Werkverschaffing'. 'Oude en gebrekkige werklieden' veegden in opdracht van de gemeente bruggen, pleinen en markten schoon. De werkzaamheden werden in 1877 overgenomen door de gemeentelijke dienst Stadsreiniging. Toch bleef de veegdienst van de Maatschappij tot in de 20e eeuw bestaan.
De maatschappij had haar onderkomen in Amsterdam aan de Oudezijds Voorburgwal bij de Vredenburgersteeg, in 1883 werd dat verruild voor het grotere Kloveniersburgwal 87-89. Het pand werd gebouwd door leerlingen van Pierre Cuypers, die de ontwerpwedstrijd van de Maatschappij voor den Werkenden Stand hadden gewonnen.

## Afdelingen
De Maatschappij kende meerdere afdelingen:
- Avondtekenschool
- Behoeftige vrouwen uit den arbeidenden stand
- Kosthuizen
- Volksvoordrachten
- Dagteeken- en Kunstambachtsschool voor Meisjes[4]
- Weldadig fonds - hulp aan werklieden die door een ongeval of ziekte in nood waren geraakt.
- Arbeidsbeurs (sinds 1886), in 1907 overgenomen door de gemeente onder de naam Arbeidsbureau.[5] De Arbeidsbeurs van de Maatschappij was de eerste van Nederland.

## Technisch onderwijs
Door de opheffing rond 1800 van de gilden en daarmee van de meester-gezel-opleidingen was technisch onderwijs vrijwel geheel verdwenen uit Amsterdam. De belangrijkste activiteiten van de Maatschappij lagen op het gebied van het onderwijs. Met de scholen voor beroepsonderwijs leverde de Maatschappij een grote bijdrage aan de ontwikkeling van de industrie in Amsterdam.

### Ambachtschool
Tot haar belangrijkste werkzaamheden behoorde het oprichten van ambachtsscholen en van de Avondtekenschool, waaruit de Industrieschool zou ontstaan. 

### Industrieschool
In 1861 richtte de Maatschappij de eerste Ambachtsschool van Nederland op. Eerst gevestigd in de Gravenstraat, maar vanaf 1868 in een gebouw aan de Weteringschans. Nadien kwamen er meer ambachtsscholen in Amsterdam. De afdeling Ambachtsscholen kwam in 1914 geheel los te staan van de Maatschappij en was de voorloper van de LTS. De afdeling zou nog tot 1996 blijven bestaan onder de naam Vereniging Beroepsonderwijs Amsterdam.
Vanaf 1863 bestond de Industrieschool, als voorloper van de latere MTS. In de beginjaren was de Industrieschool enkel voor zonen van leden, maar vanaf 1878 voor iedereen. Vanaf 1883 werden de lessen gegeven in het verenigingsgebouw aan de Kloveniersburgwal. 

### Koopvaardijschool
In 1939 was de oprichting van de Vakschool voor Opleiding van Civiel Personeel ter Koopvaardij. De samenwerking met de grote scheepvaartmaatschappijen bleef echter beperkt tot het financieel ondersteunen van organisaties als de Stichting Nederlands Instituut voor Nijverheid en Techniek en de Amsterdamsche Vereniging Dagverblijven voor het Gezonde Kind. 